# Caffrolix capicula
Caffrolix capicula är en insektsart som beskrevs av Davies 1988. Caffrolix capicula ingår i släktet Caffrolix och familjen dvärgstritar. Inga underarter finns listade i Catalogue of Life.